# Lunza
Ne doit pas être confondu avec Luna.
Lunza, est un village du territoire de Luilu  dans le groupement de Mbala, dans le district du Kabinda au  province historique du Kasaï-Oriental en République démocratique du Congo. Elle est située sur la rivière Lwilu,.